# Никола Буровац
Никола Буровац (Београд, 10. јун 1981) је српски телевизијски и филмски продуцент, музичар и композитор. Оснивач је и власник Film Plus Pictures продукције, као и сувласник и оснивач Innovative продукције.

## Биографија
Никола Буровац рођен је 10. јуна 1981. године у Београду. Започео је каријеру као музичар и издао два музичка албума.  Продуцентску каријеру започиње 2017. године представом „Кафана Балкан” у режији Ирфана Менсура, са Марком Николићем у главној улози. Као филмски продуцент почиње рад на ситкому „El boemo” у ком глуме Петар Божовић и Воја Брајовић. Следећи пројекат му је комична ТВ серија са Секом Саблић у главној улози „Три мушкарца и тетка”, у режији награђиваног редитеља Павла Вучковића, са 150 епизода које су емитоване на ТВ Прва. Креирао је и радио на комедији „Дон Гилић” са Миланом Ланетом Гутовићем.
Буровац је продуцирао акциони трилер „Последњи Стрелац“, са Ненадом Јездићем у главној улози. Такође, недавно је објавио два нова филма: „Похота“, психолошки трилер, и „Прва Класа - Пун Гас!“, акциони филм о ауто тркама.
Такође је урадио доста песама за друге певаче и музичаре, неколико за своју супругу Милену Вучић, за групу Балкубано, песму „Успомене” за Александру Пријовић, као и песму Rumba za Zejnu, za Eurosong 2023

## Дискографија

### Албуми[12]
- Опасно безобразна (2007)
- Нико као ја (2011) Сити Рекордс

### Синглови
- Како ко (2004)
- Неко те краде (2004)
- Маслине и вино (2007) дует са Тамаром Тодевском
- Нека те, нека те (2008) дует са словеначком певачицом Тањом Жагар[13]
- Убила си једног анђела (2011)
- Сватови (2018) као ди-џеј Нико Браво са групом Бибер (Беовизија 2018.)

## Продуцент
- 2017. Кафана Балкан (представа)
- 2020. Игра судбине (ТВ серија)
- 2021. Три мушкарца и тетка (ТВ серија)
- 2022. Мала супруга (ТВ серија)
- 2023. Уз кафу са... (ТВ емисија)
- 2023. Брак мрак (ТВ серија)
- 2023. 3 од 5 (ТВ квиз)
- 2023. Савршен рецепт (ТВ емисија)
- 2023. Последњи стрелац (филм)
- 2023. Корак по корак (ТВ серија)
- 2024. Луст (Похота) (филм)
- 2024. Прва Класа - Пун Гас! (филм)